# Grubby
Манюэл Схенкхёйзен (нидерл. Manuel Schenkhuizen, МФА: [ˈmaˑnyˌwɛl ˈsxɛŋkˌɦœyzə(n)]; род. 11 мая 1986, Ньивегейн, Утрехт), также известный под ником Grubby — нидерландский киберспортсмен, игрок в Warcraft III за расу орков и StarCraft 2 за расу протоссов. Схенкхёйзен выиграл более 38 LAN-турниров, в числе которых шесть чемпионатов мира. Grubby входил в состав одной из самых известных команд по игре Warcraft III — британской 4Kings; позже выступал за датчан из MeetYourMakers и американский клуб Evil Geniuses.

## Карьера
За свою карьеру Схенкхёйзен выступал за три профессиональные команды:
- с октября 2003 года по январь 2008 года — 4 Kings.
- с января 2008 года по январь 2009 года — Meet Your Makers.
- с января 2009 года — по март 2011 года — Evil Geniuses.
- с апреля 2011 года — без команды, но под спонсорством компании SteelSeries[1][2].

В первой из команд Схенкхёйзен выдал серию без поражений, которая длилась больше года. Помимо индивидуальных выступлений, в прошлом он успешно играл 2 на 2 в паре с Арвидом «Myth» Феккеном, Йоаном «ToD» Мерло и Олафом «Creolophus» Ундхеймом. В 2008 году 4K распустили своё подразделение по Warcraft III, и игроки ушли в различные команды. После расформирования Meet Your Makers в 2009 году «Grubby» присоединился к клану Evil Geniuses вместе со своей женой Кассандрой.
В число крупнейших выигранных Схенкхёйзеном турниров входят World Cyber Games 2004, Electronic Sports World Cup в 2005, World Series of Video Games в 2006, World Cyber Games 2008, World e-Sports Masters в 2009 и e-Stars 2009 — King of the Game.
Двумя победами на World Cyber Games «Grubby» заслужил место в Зале Славы турнира. Схенкхёйзен является единственным игроком в Warcraft III, обладающим титулами чемпиона WCG и ESWC. Он также является одним из наиболее опытных и долго играющих профессиональных игроков в Warcraft III.
Манюэл является одним из главных героев документального фильма «Больше, чем игра».

## Стиль игры
Grubby не был одним из самых быстрых игроков, однако компенсировал это умным и эффективным стилем игры. Именно за счёт глубокого понимания игры Манюэл размеренно доводил свои игры до победы даже с самыми сильными противниками. Grubby не нажимал по 300—400 раз на кнопки в минуту как азиатские игроки, его APM (англ. actions per minute) был чуть выше 200, но порой он демонстрировал чудеса микро-контроля, в частности ему не было равных в окружении вражеских юнитов своими. Благодаря высокому уровню игры за расу орков Grubby получил в игровом сообществе прозвище «King of Orcs».

## Призовые
За свою профессиональную карьеру Манюэл Схенкхёйзен заработал более 164 тысяч долларов:
- 2004 год — 25 000 $
- 2005 год — 28 000 $
- 2006 год — 29 000 $
- 2007 год — 29 364 $
- 2008 год — 50 329 $
- 2009 год — 2500 $

## Достижения
2004 год
- World Cyber Games 2004 (США, Сан-Франциско) — 25 000 $

2005 год
- ESWC 2005 Grand Final (Франция, Париж) — 13 000 $
- BlizzCon 2005 (США, Анахайм) — 10 000 $
- World Cyber Games 2005 (Сингапур, Сантек-Сити) — 5000$

2006 год
- Blizzard Worldwide Invitational 2006 (Южная Корея, Сеул) — 5000$
- WEG Masters (Китай, Ханчжоу) — 7000$
- WSVG Global Finals (США, Нью-Йорк) — 20000$

2007 год
- WWW 2007 Season I (Южная Корея, Сеул) — 8000$
- Battle.net Season IV Finals (Германия, Кёльн) — 2000$
- Samsung Euro Championship 2007 (Германия, Ганновер) — 1332$
- BlizzCon 2007 European qualifier (Германия, Гамбург) — 500$
- ESWC 2007 Grand Final (Франция, Париж) — 3000$
- WWW 2007 Summer Grand Prix (Южная Корея, Сеул) — 4000$
- BlizzCon 2007 (США, Анахайм) — 2500$
- Dreamhack Winter 2007 (Швеция, Йёнчёпинг) — 3200$

2008 год
- ZOTAC WarCraft III Cup #17 — 150$
- ZOTAC WarCraft III Cup #18 — 150$
- ZOTAC WarCraft III Cup #19 — 150$
- ZOTAC WarCraft III Cup #21 — 150$
- ZOTAC WarCraft III Cup #22 — 150$
- ZOTAC WarCraft III Cup #23
- Extreme Masters Season 2 Finals (Германия, Ганновер) — 6000$
- ZOTAC WarCraft III Cup #27
- Race War Season III — 910$
- ZOTAC WarCraft III Cup #36 — 150$
- ZOTAC WarCraft III Cup #40 — 157$
- Blizzard Worldwide Invitational 2008 (Франция, Париж) — 2500$
- NiceGameTV League Season 1 — 6000$
- ZOTAC WarCraft III Cup #51 — 140$
- ZOTAC WarCraft III Cup #52 — 144$
- ESL Benelux Season 1 Finals (Нидерланды, Утрехт) — 578$
- World e-Sports Masters 2008 (Китай, Ханчжоу) — 4000$
- World Cyber Games 2008 (Германия, Кёльн) — 19000$
- EM III Global Challenge Seoul (Южная Корея, Сеул) — 5000$

2009 год
- EM III Continental Finals Asia (Китай, Чэнду) — 2500$
- ZOTAC WarCraft III Cup #80 — 135$
- ZOTAC WarCraft III Cup #88 — 140$
- (Южная Корея, Сеул) — 6400$
- BlizzCon 2009 (США, Анахайм) — 10000$
- ZOTAC WarCraft III Cup #105
- ZOTAC WarCraft III Cup #107
- World e-Sports Masters 2009 (Китай, Ханчжоу) — 14000$

2010 год
- World Cyber Games 2010 (США, Лос-Анджелес) — 3000$

## Награды

### eSports
- Лучший игрок года в Warcraft (2005)[11]
- Команда года (2005)[11], (в составе Four Kings)
- Игрок года (2006)[12]
- Лучший игрок года в Warcraft (2006)[12]
- Лучший западноевропейский игрок года (2008)[13]
- Лучший игрок года в Warcraft (2009)[14]

### GosuGamers
- Игрок года (2006)[15]
- Игрок года (2008)[16]
- Игрок года (2009)

### ESL WC3L
- Наиболее ценный игрок 5 сезона лиги Electronic Sports League WarCraft 3[17]
- Наиболее ценный игрок 7 сезона лиги Electronic Sports League WarCraft 3
- Наиболее ценный игрок 8 сезона лиги Electronic Sports League WarCraft 3
- Наиболее ценный игрок 9 сезона лиги Electronic Sports League WarCraft 3